# UAZ

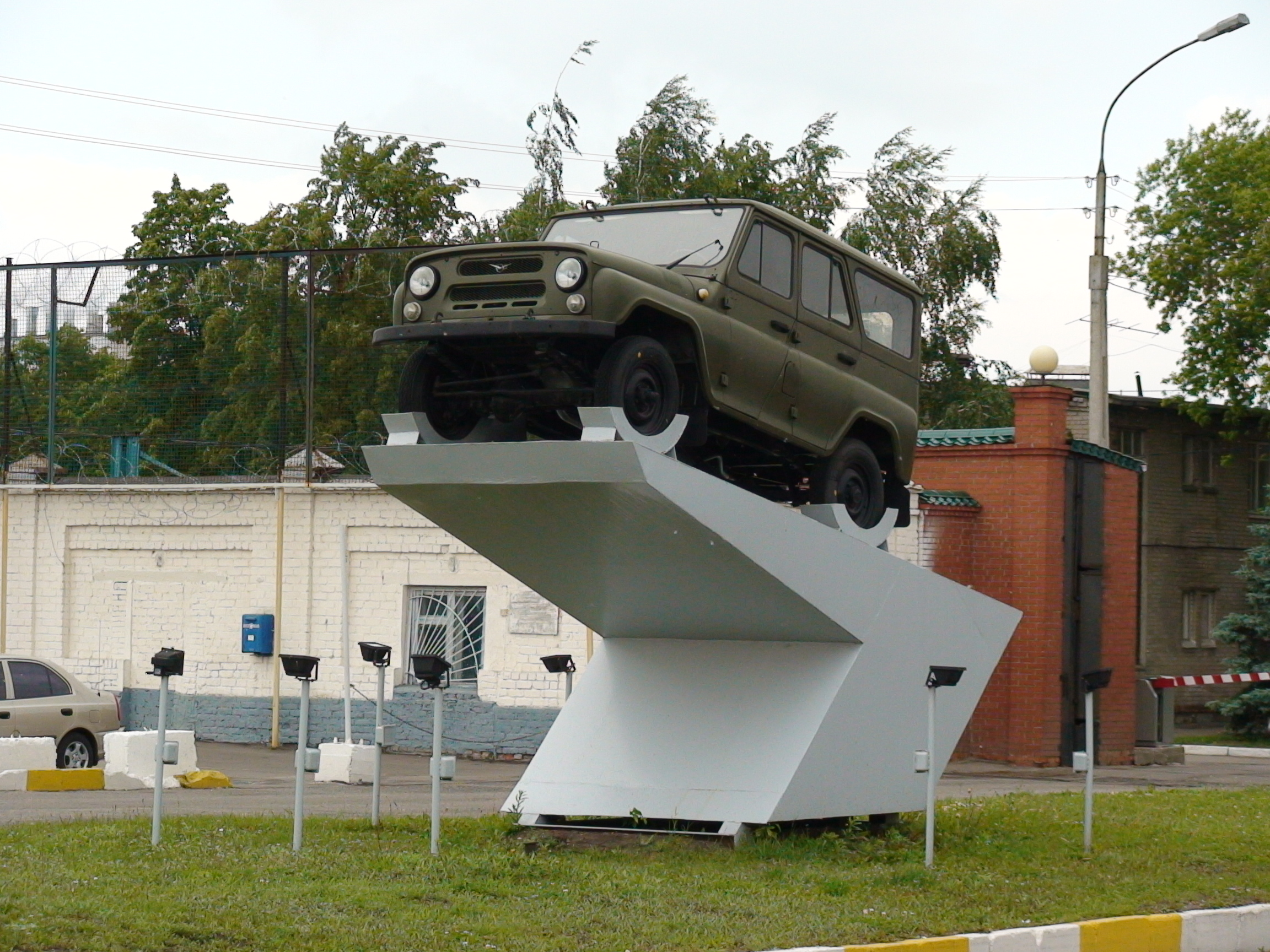
UAZ 469 w zakładzie UAZ w Uljanowsku

UAZ (ros. УАЗ, Ульяновский автомобильный завод; Uljanowskij Awtomobilnyj Zawod) – rosyjski producent samochodów terenowych oraz dostawczych, który ma swoją siedzibę w mieście Uljanowsk w obwodzie uljanowskim. Od 2000 jest własnością spółki Sollers. W roku 2016 UAZ wyprodukowało ponad 51 tys. samochodów.

## Historia
Fabryka rozpoczęła produkcję samochodów w okresie II wojny światowej. W 1941 roku do Uljanowska przewieziono oprzyrządowanie z ewakuowanej z Moskwy przed wojskami niemieckimi fabryki samochodów ZiS i w 1942 r. rozpoczęto tam produkcję samochodów ciężarowych ZIS-5W z przeznaczeniem dla wojska. Po wojnie fabrykę przeniesiono w inne miejsce Uljanowska. Pierwszym powojennym samochodem produkcji UAZ była półtoratonowa ciężarówka konstrukcji zakładów GAZ – GAZ-MM. Od 1954 roku rozpoczęto w Uljanowsku produkcję samochodów terenowych GAZ-69 pod oznaczeniem UAZ-69. W 1958 roku rozpoczęto produkcję terenowych samochodów dostawczych i lekkich ciężarówek UAZ 450, a od 1965 r. popularnych UAZ-ów 452, produkowanych po kilku modyfikacjach do dziś. Od 1970 roku rozpoczęto produkcję najsłynniejszego samochodu z Uljanowska – terenowego UAZ 469B, który w 1985 r. zmienił nazwę na UAZ 31512 Commanders (produkcję zakończono w 2003 roku).
Samochody terenowe UAZ wszystkich modeli produkowane były w największych ilościach na potrzeby wojska – Armii Radzieckiej i wojsk państw Układu Warszawskiego, gdzie były standardowymi samochodami terenowymi, oraz innych państw będących pod wpływem ZSRR.

## Działalność
Przedsiębiorstwo zatrudnia około 20 tysięcy osób i produkuje kilkaset tysięcy samochodów rocznie, głównie na rynek rosyjski. Od kilku lat następuje modernizacja produkcji i wprowadza się nowe samochody o wyższym standardzie (UAZ Hunter, UAZ 3162 Simbir, UAZ 3153 Strech de luxe, UAZ Patriot).

## Modele
- UAZ-69
- UAZ 450
- UAZ 452
- UAZ 469
- UAZ 31512
- UAZ 3153 Strech de Luxe
- UAZ 3162 Simbir
- UAZ Hunter
- UAZ Patriot
- UAZ Pickup
- UAZ Hunter Classic

## Galeria

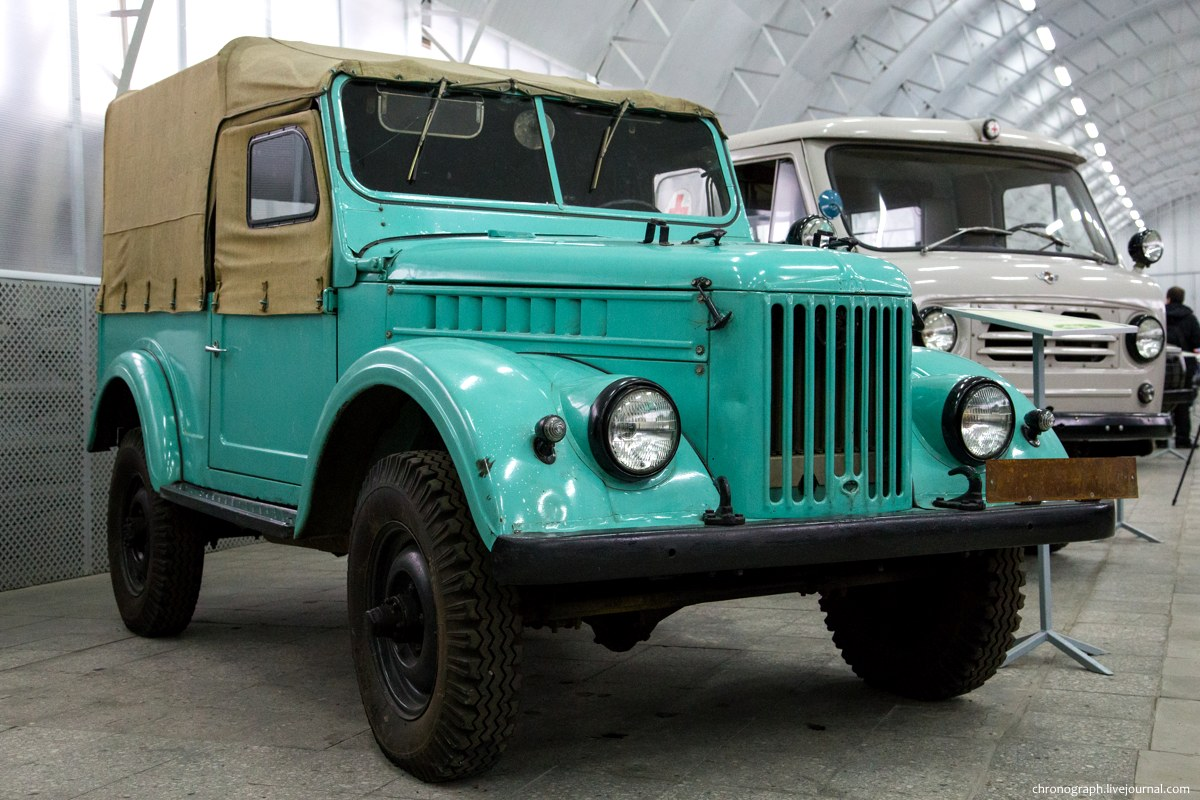
UAZ-69
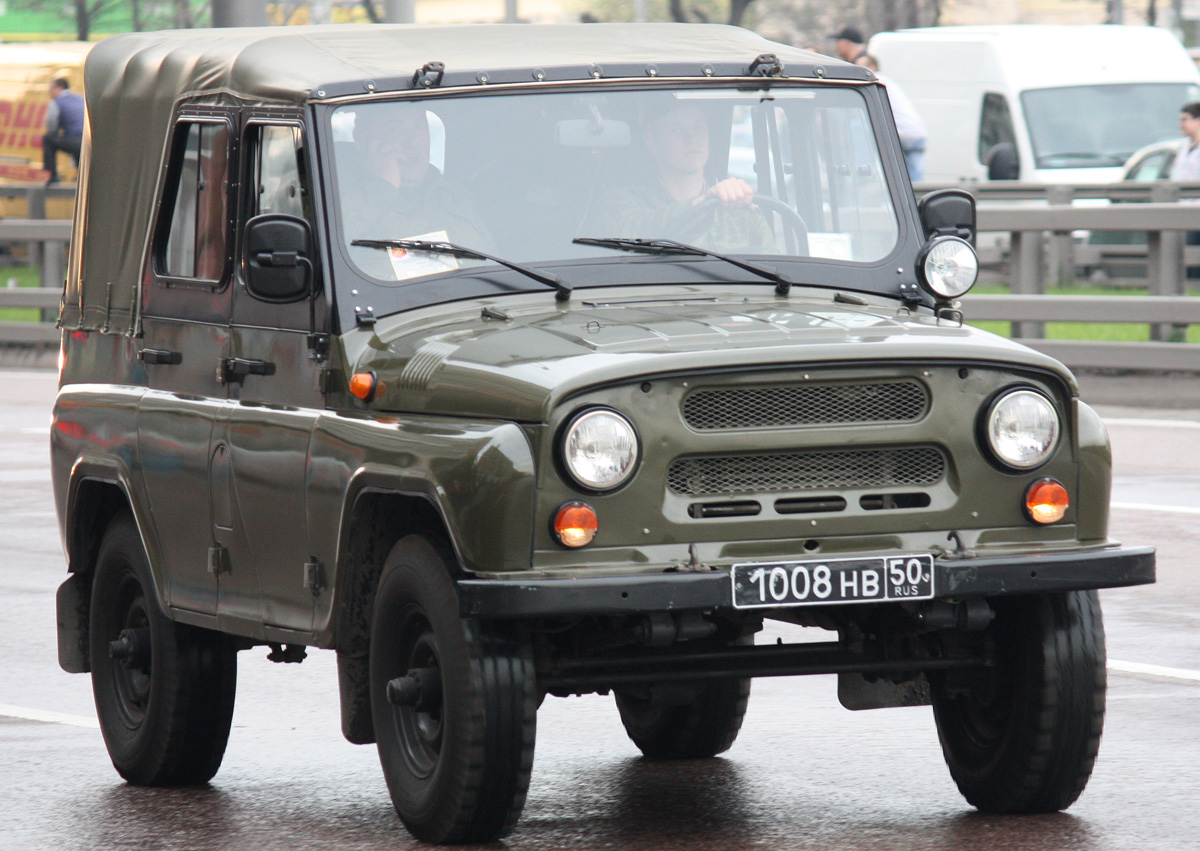
UAZ-469
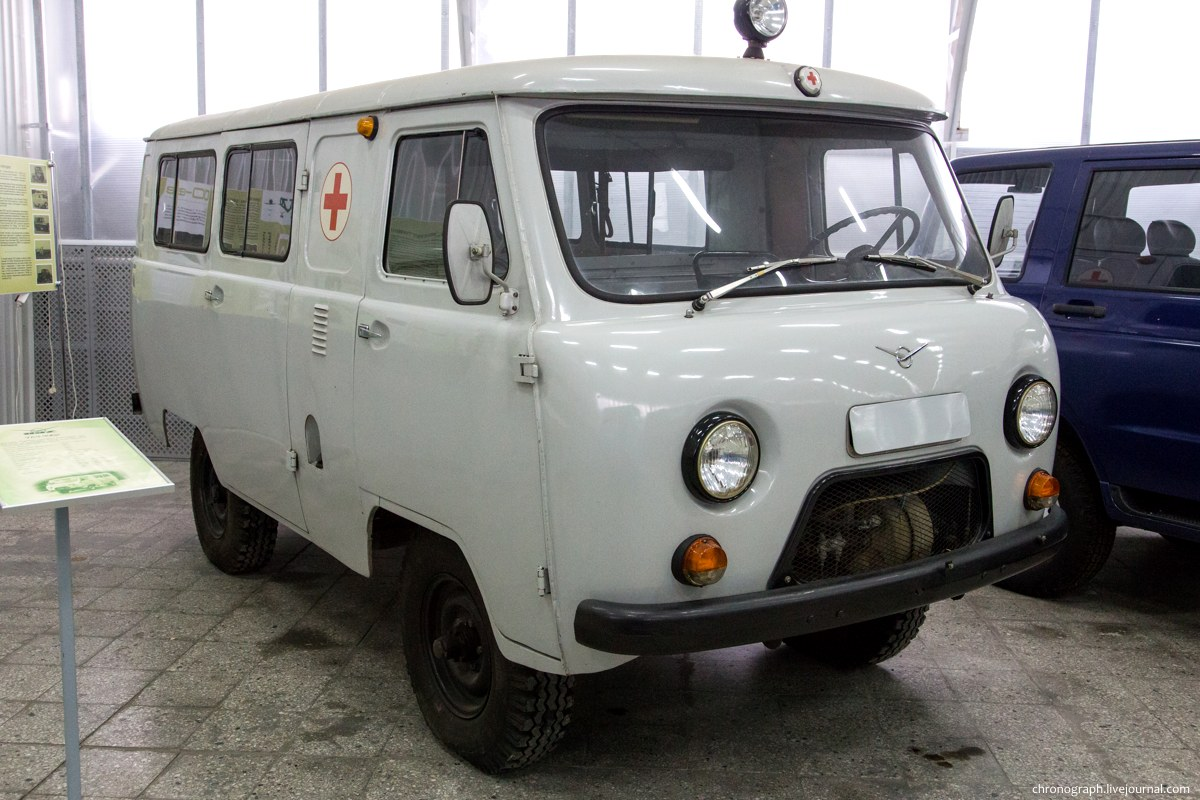
UAZ-452
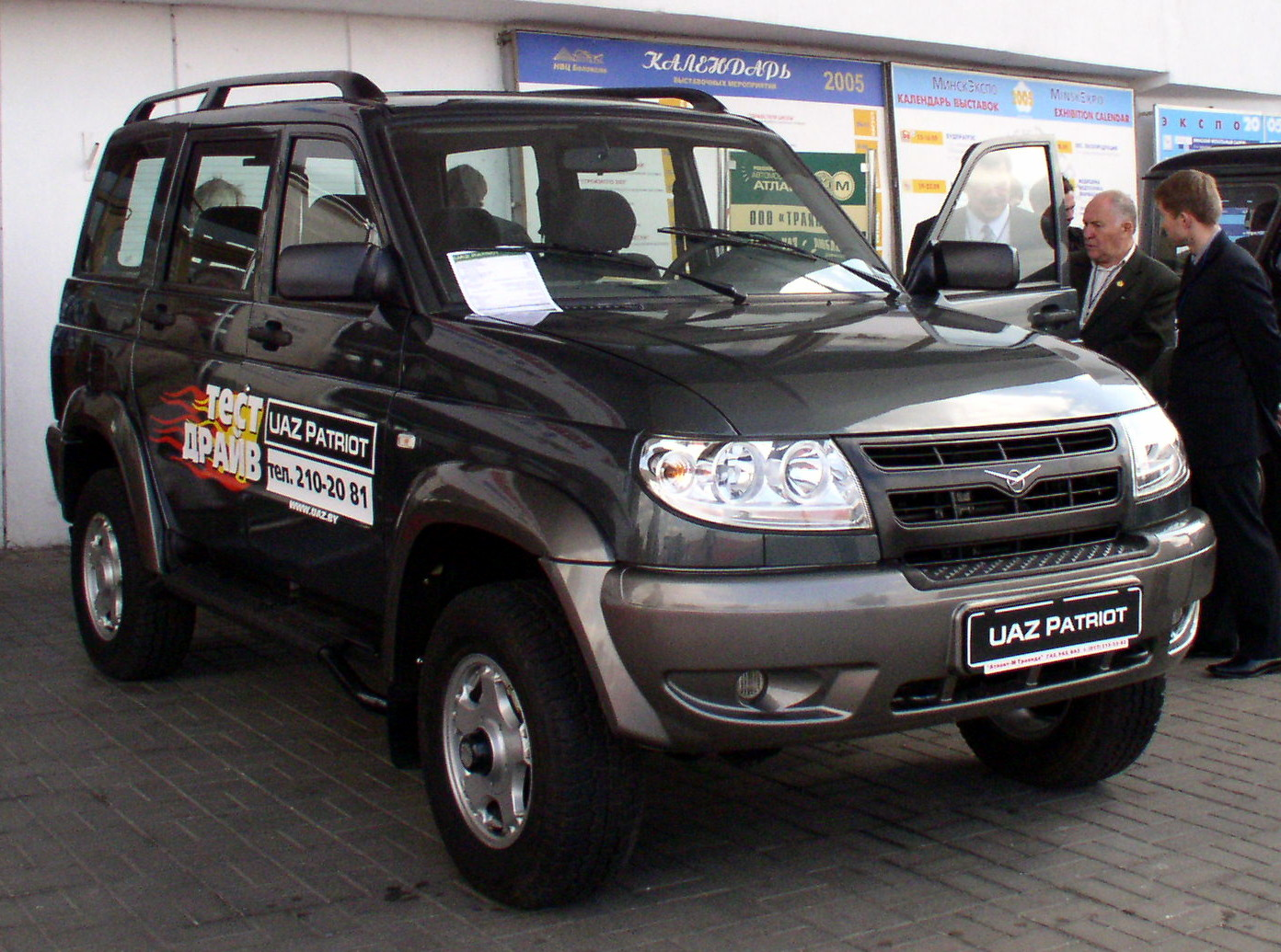
UAZ Patriot
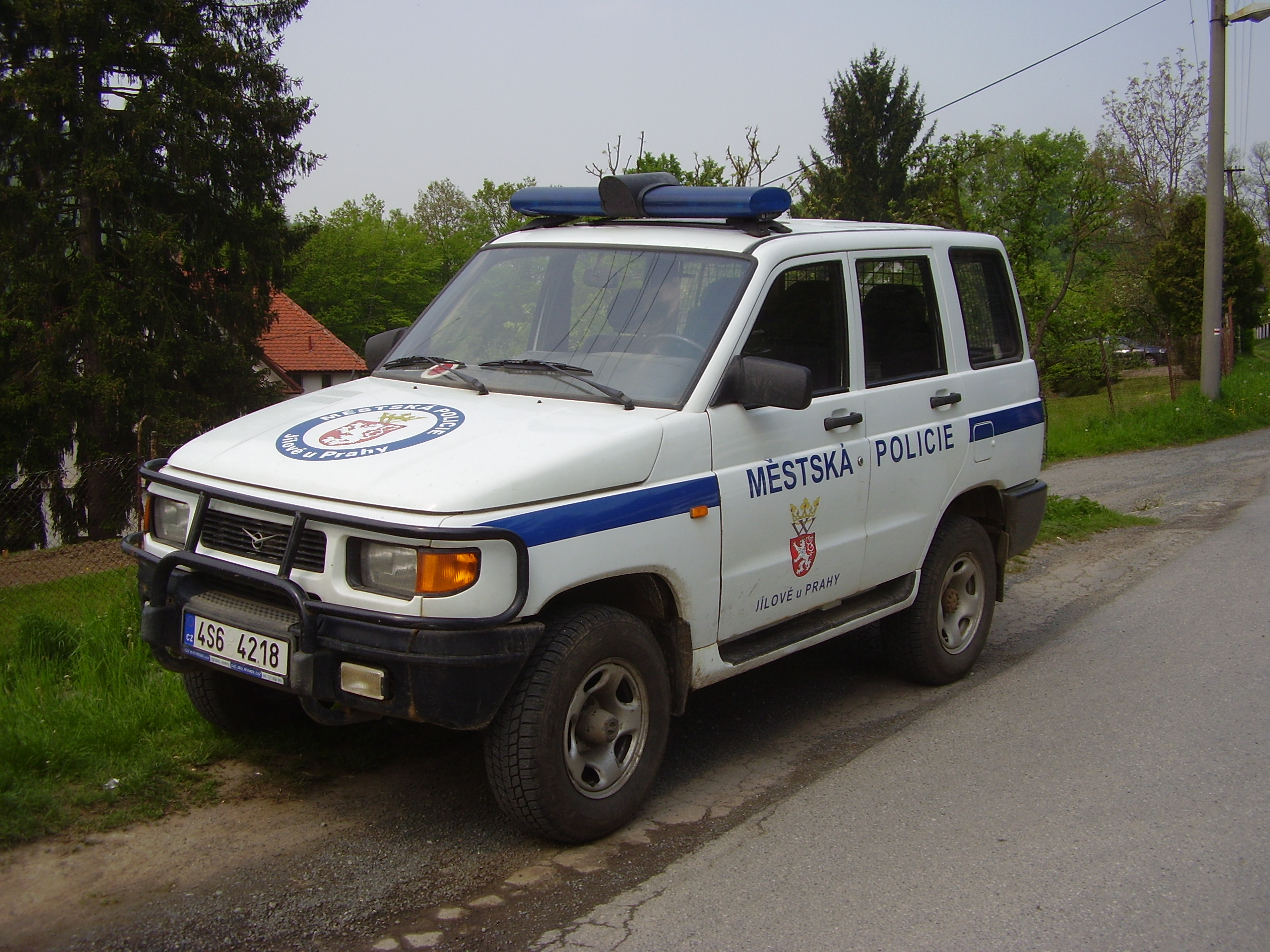
UAZ-3160
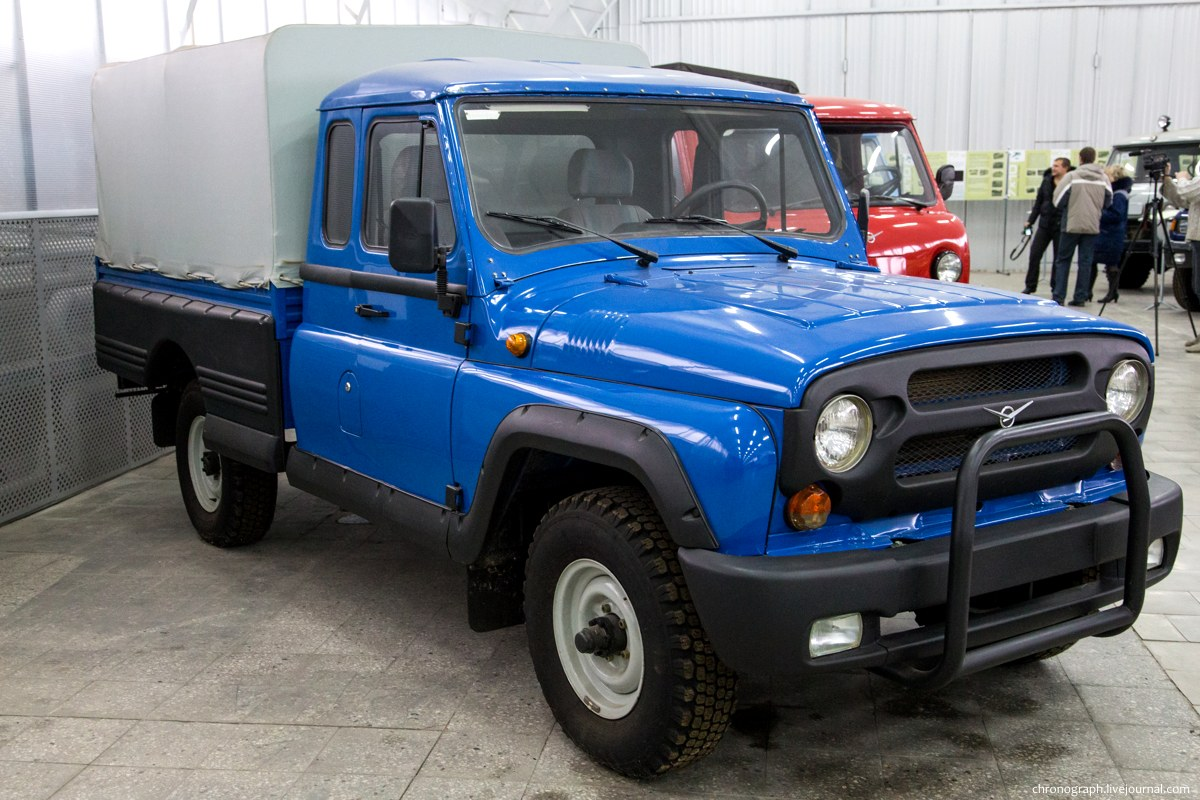
UAZ-2315 pick-up
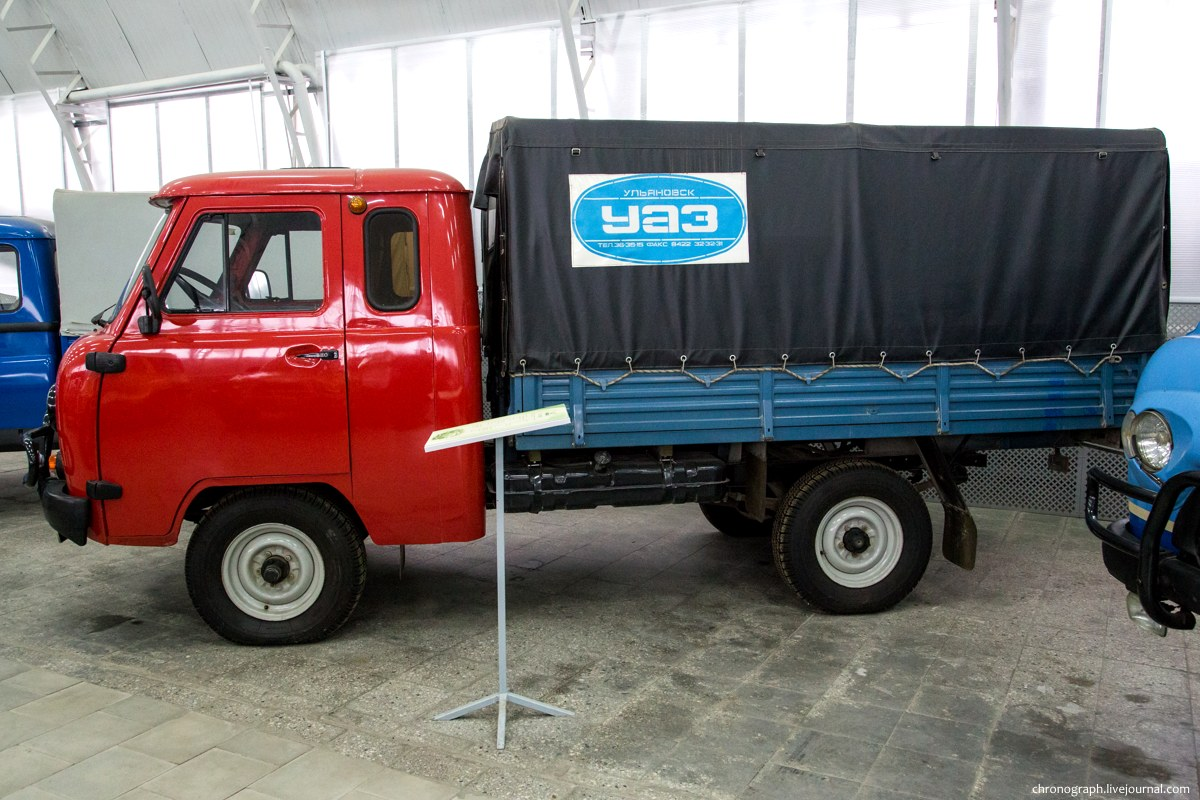
UAZ-39095
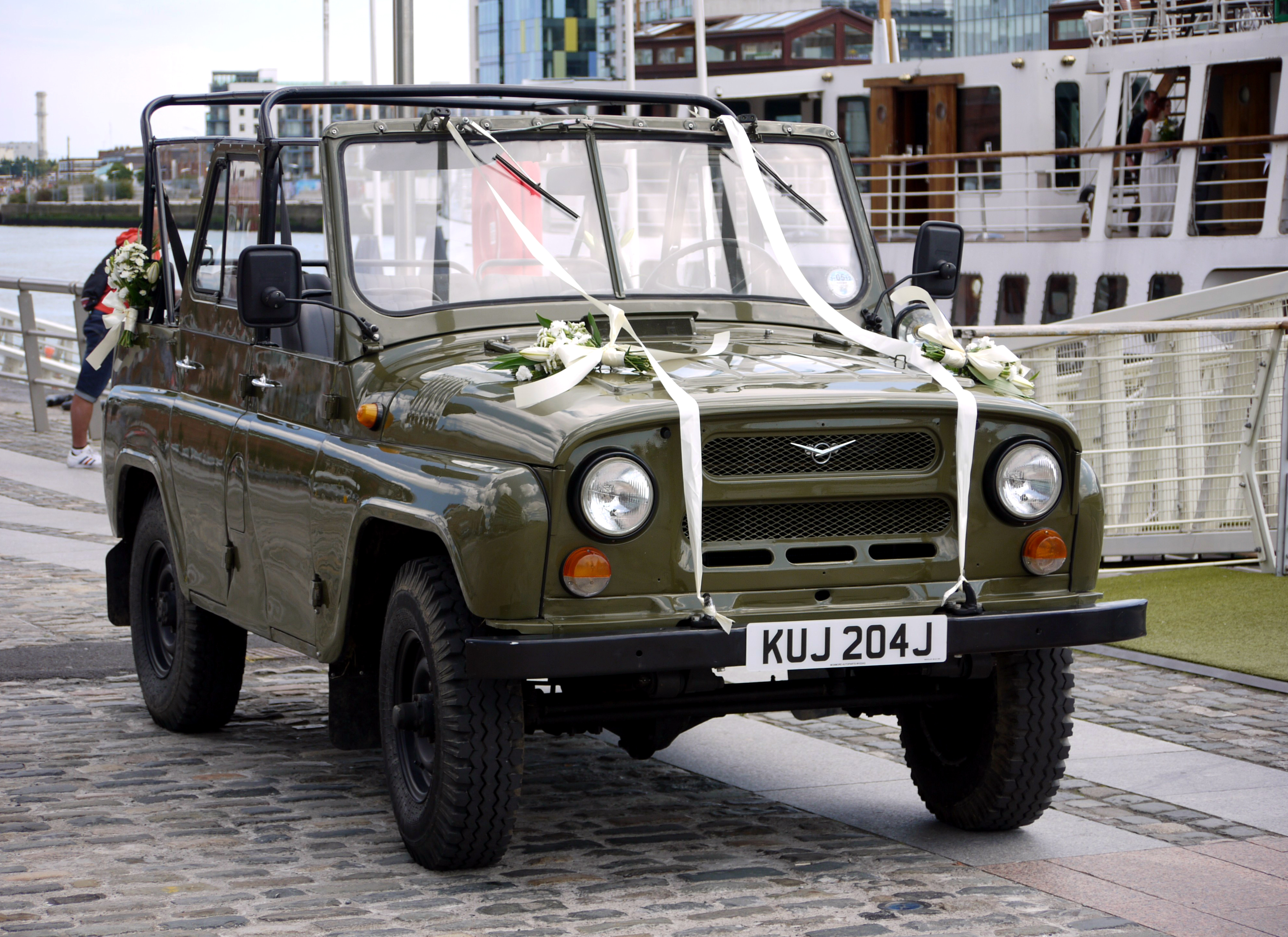
UAZ-469
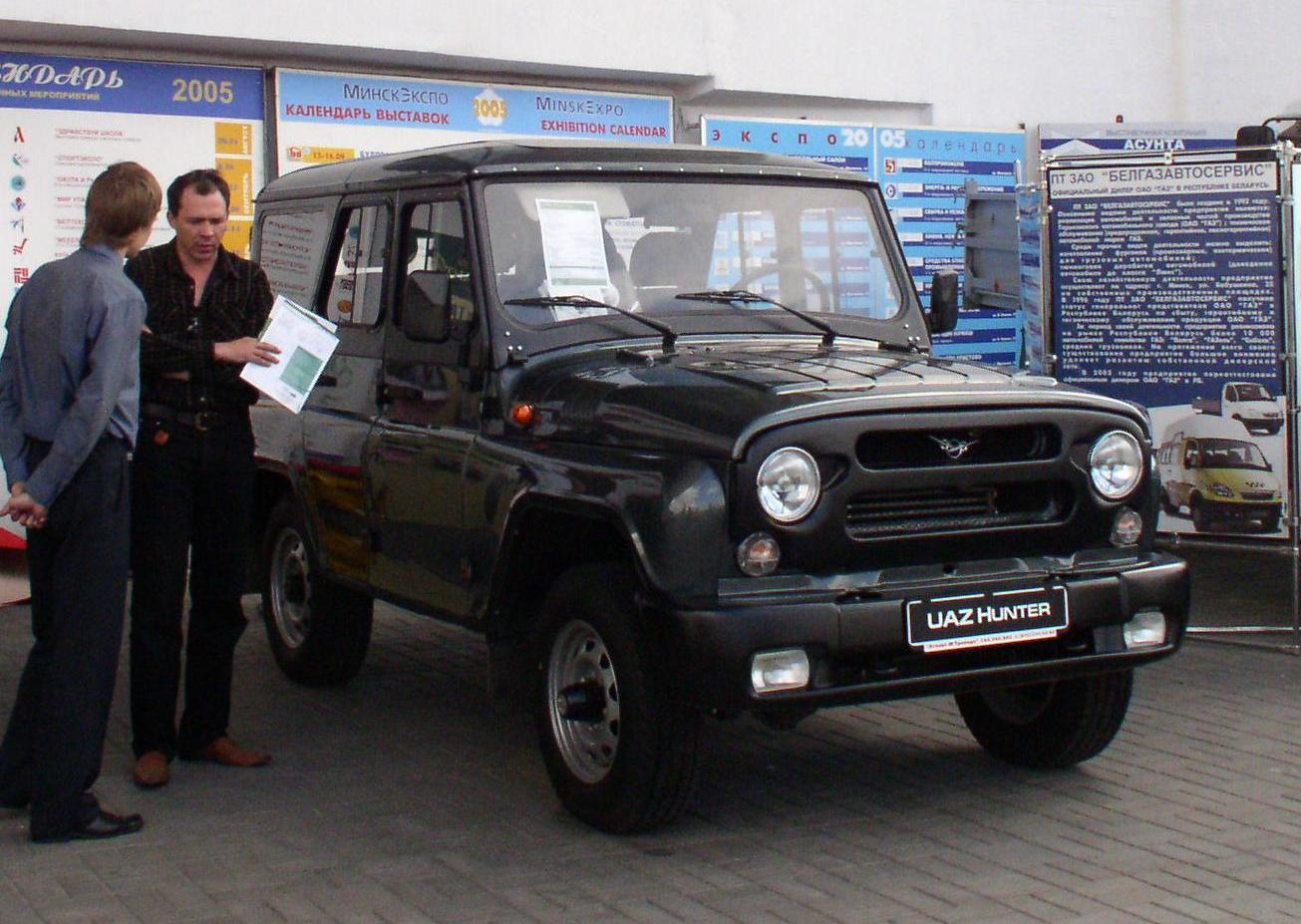
UAZ Hunter
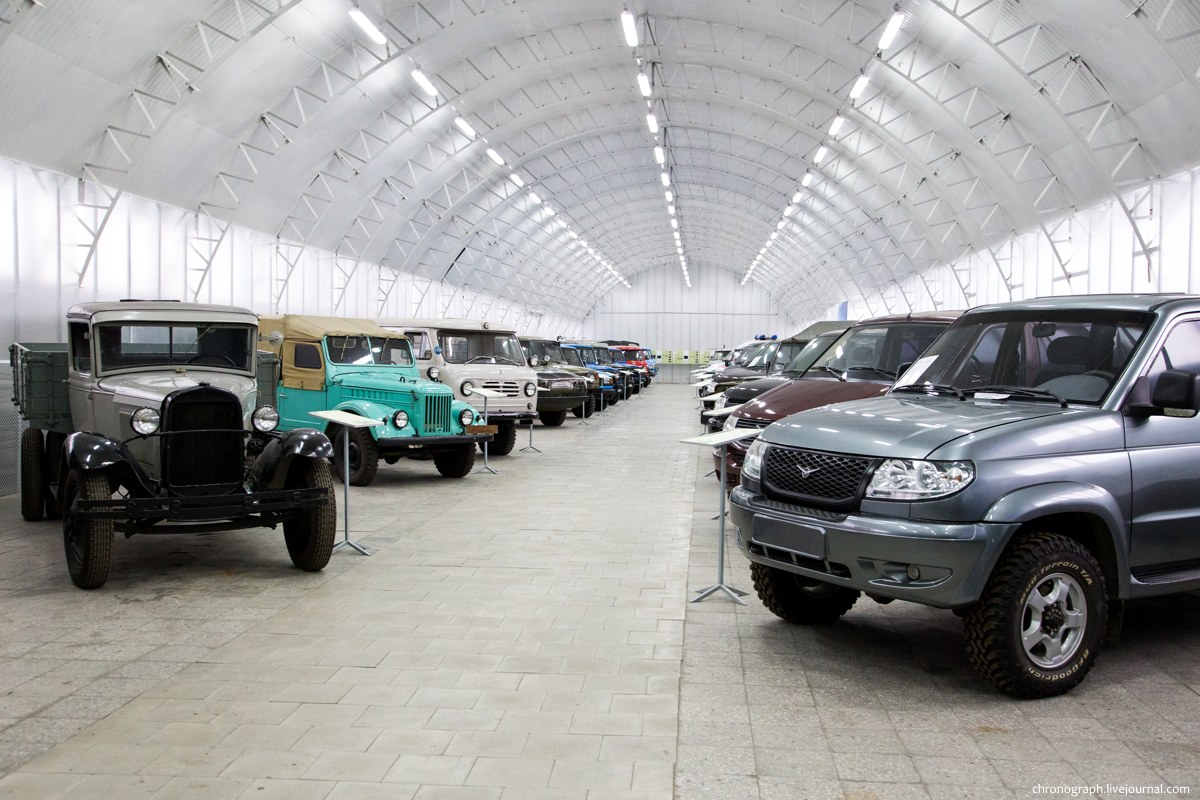
Muzeum